# 자유계약선수제도
자유계약선수(영어: free agent, FA)란 계약한 일정 기간 자신이 속한 팀에서 활동한 뒤 다른 팀과 자유롭게 계약을 맺어 이적할 수 있는 자유계약선수 또는 그 제도이며, 종목 별로 세부 사항은 조금씩 다르다.

## KBO 리그

### FA선수 자격 취득 (2011년 기준)
1. 타자는 매 시즌 페넌트레이스 경기 수의 2/3 이상 출전, 투수는 규정 투구 횟수의 2/3 이상을 투구한 시즌이 9시즌에 도달한 경우 (페넌트레이스 1군 등록 일수가 145일(2006년 이전은 150일) 이상인 경우에도 1시즌으로 간주)
2. 4년제 대학을 졸업(대한야구협회에 4년간 등록)한 선수는 위 조건이 8시즌에 도달하면 FA 자격을 취득 가능.

### FA 승인신청 및 공시 (2011년 기준)
1. 선수는 총재의 FA 자격선수 명단 공시 후 3일 이내에 선수가 직접 FA 신청서를 작성하여 전 소속 구단에 통보하고 구단은 이를 문서로 제출한다.
2. 총재는 신청 마감일 다음 날 FA 승인 선수로 공시한다.

### 계약교섭기간
1. 전 소속 구단과의 계약 체결 교섭 기간 - 공시 당일 이내
2. 기타 구단과의 계약 체결 교섭 기간 - 전 소속 구단과 계약 체결 교섭 기간 종료 이후 7일 이내
3. 모든 구단과의 계약 체결 교섭 기간 - 기타 구단과의 계약 체결 교섭 기간 이후 익년도 1월 15일까지
4. FA 선수가 1월 15일까지 계약 체결을 못할 경우 - 총재가 자유계약선수로 공시 (FA와 마찬가지로 3년간 보상금 및 보상선수 규정은 적용되며, FA 영입 가능 인원을 채운 팀에서는 영입할 수 없다.)

### 계약서 제출 및 공시
1. FA 선수와 계약을 체결한 구단은 계약서를 KBO에 제출하고 총재가 승인 공시 (계약 후 2일 이내 KBO에 제출, 제출 후 2일 이내 총재가 승인 공시)

### 보상선수 명단 제시
1. FA 선수 획득 구단은 20명 보호선수, 군 보류선수(복무 중이거나 전역했더라도 추가 등록을 하지 않은 경우에 한함), 당해년도 FA 계약 선수, 당해년도 신인 계약 선수, 외국인 선수를 제외하고 전 소속 구단에 보상선수 명단 제시 (총재의 계약 승인 공시 후 3일 이내)

### 보상 완료
1. FA 선수 획득구단이 보상선수 명단을 제시하면 검토 후 전 소속 구단이 금전 또는 금전과 선수를 선택 (보상선수 명단 제시 후 3일 이내)

### 보상 내용
1. 전년도 연봉의 200% 지급 + 선수 1명(보호선수 20명 제외)
2. 전년도 연봉의 300% 지급

## 프로농구 KBL

### FA선수 자격 취득
1. 군 복무 기간을 제외하고 5시즌을 뛴 선수(1라운드 지명 선수), 군 복무 기간을 제외하고 3시즌을 뛴 선수(2라운드 지명 선수)
2. 여자 프로농구의 경우 5년 동안 리그에서 뛴 선수

### 권리 행사
1. 한 달간은 소속 구단과 우선협상을 갖고 협상이 결렬되면 이후 15일간 다른 구단과 자유롭게 접촉 가능
2. 선수는 같은 포지션 랭킹 5위 이내의 선수를 보유한 팀에 갈 수 없고, 간다고 하면 구단의 연봉 총액 상한 규정(샐러리 캡) 때문에 연봉 인상에 한계가 있음.

### 보상 내용
1. 보호선수 4명을 제외한 1명을 전 소속팀이 지명하면 무조건 보상. 이때 보호선수에는 해당하는 FA 영입 선수가 자동 보호되지 않는다. (보호선수: FA 선수가 원소속 팀이 아닌 타 구단과 계약 할 경우, '원소속 팀이 이적 팀에서 한 명의 선수를 데려오는 지명권을 행사할 때 제외되는 선수')
2. 타 구단에서 FA 선수를 영입할 수 있는 것은 2명으로 제한되며 영입 구단은 보호선수 4명을 제외한 선수 중 1명, 또는 FA 계약 연봉의 100%를 전 소속팀에 보상
3. 전 소속 구단에서 보상선수를 원하지 않을 경우, 해당 구단은 해당 FA 선수 전년도 연봉의 300% 금액을 전 소속 구단에 보상. (샐러리캡: 17억 원 / 인 센티브: 1억 원)

## 프로배구 V-리그남자부
제1조 (목적)
이 규정은 연맹의 규약에 따라서 자유계약선수(Free Agent, 이하 ‘FA선수’라 한다) 관리에 관한 규정의 정함을 목적으로 한다.

제2조 (FA선수의 자격취득)
① 매 시즌 출장(경기중 한 랠리에만 교체투입 되어도 한 경기 출장으로 인정)경기가 정규리그 전체 경기의 40% 이상일 경우,
    1시즌 경과로 인정하며 이 같은 기준 조건을 5시즌(고졸 입단 선수는 6시즌) 충족 시 자격을 취득한다. (전체 경기 인정 비율 40%는 2019~2020시즌부터 모든 선수에게 적용한다.)
② 전항의 FA 충족 시즌 수는 ‘2013~2014 신인선수 드래프트에서 선발된 선수부터 적용된다.
③ 4시즌(고졸 입단 선수는 5시즌) 이후 해외 진출 자격을 부여한다.(단, 구단과 사전 합의 시 시즌 제한은 없다.)
④ 해외 임대 기간은 FA자격 기간에 포함하고 국내 복귀 시 FA 규정에 의거 협상한다.(단, 임대료 관련 권한은 구단에 있다.)
⑤ 해외임대 선수의 자유계약 선수 자격 취득은 선수 등록 규정 제11조(해외임대 선수의 등록) 규정에 따른다.
[2008. 08. 13. → 2013. 09. 05. → 2018. 12. 19. → 2019. 03. 20. 개정]

제3조 (적용의 우선)
① FA 선수 자격 취득을 정한 제2조의 규정은 구단과 선수 간에 이미 체결된 계약이나 장래에 체결될 계약보다 우선 적용한다.
② 선수는 소속 구단과 FA자격 취득 전 까지는 묵시적 연장 속에 매년 연봉 조정 계약을 체결할 의무를 진다.
③ 교섭 위반에 대한 제재를 정한 제13조의 규정은 연맹의 ‘상벌 규정’보다 우선 적용한다.

제4조 (FA자격 취득선수 공시)
연맹은 시즌 종료 후 자격 취득 조건을 심사하여 해당 연도 FA자격을 취득한 선수의 명단을 공시한다.
[2008. 08. 13. 개정]

제5조 (FA선수계약의 교섭기간)
① FA 선수의 협상 기간은 챔프전 종료 3일 후 연맹에서 FA 선수를 공시한 후 2주 동안 FA 선수와 모든 구단이 자유롭게 협상한다.
② 제1항에 규정한 기간에 FA 선수와 구단이 다음 시즌 선수계약의 체결에 합의한 경우, 해당 구단은 마감일 오후 6시까지 연맹에 계약서를 제출하고 연맹은 이를 공시하여야 한다.
③ 연맹은 해당 연도 교섭 기간까지 선수계약을 체결하지 못한 FA 선수를 미계약 FA 선수로 공시한다.
    미계약 FA 선수로 공시된 후 그 선수는 해당 시즌 기간 동안 어느 구단과도 선수계약을 체결할 수 없으나 다음 시즌 FA 교섭 기간 동안 어느 구단과도 자유롭게 계약할 수 있다.
④ 연맹은 FA 선수가 ①항 내지 ③항의 교섭 기간 이전 또는 기간 중 병역의무 이행으로 인해 입대하는 경우
    FA선수 또는 원소속 구단으로부터 병역의무 이행시기를 확인할 수 있는 자료를 제출 받아 교섭기간을 달리 정하여 공시할 수 있다.
    이 경우에도 교섭의 순서, 방법 등은 ①항 내지 ③항을 따르되, 연맹은 FA선수의 입대시기 등을 고려하여 세부적인 기간, 절차, 내용 등을 공시할 수 있다.
[2008. 08. 13. → 2018. 10. 02. 개정]

제6조 (선수계약의 조건)
FA 선수와 구단이 선수계약을 체결하는 데 계약기간 및 연봉 액수는 3시즌 이내에서 자율적으로 정하되, 계약 체결에 따르는 계약금은 지급하지 않는다.

제7조 (조정 불청구)
구단 및 FA 선수는 선수계약 협상에 있어 계약기간 및 연봉 액수에 대한 조정을 연맹에 요구할 수 없으며 이는 계약기간 동안 유효하다.
[2008. 08. 13. 개정]

제8조 (FA자격 재취득)
FA 선수가 제2조 제1항의 기준을 충족하여 정규리그 3시즌을 지나면 다시 FA자격을 취득한 것으로 한다.
[2008. 08. 13. 개정]

제9조 (구단의 보상 및 이적료 등)
① 전 시즌에 다른 구단에 소속했던 FA선수와 다음 시즌 선수계약을 체결한 구단은 다음 각 호의 방법으로 원 소속구단에 보상하여야 한다
1. 남자부 FA선수 보상방법
| A그룹 : 기본연봉 2.5억 이상  | 전 시즌 연봉의 200%와 해당연도 FA영입선수를 포함하여 구단이 정한 5명의 보호선수 이외의 선수 중 FA선수의 원 소속 구단이 지명한 선수 1명으로 보상하거나, 원 소속 구단 의 바로 전 시즌의 연봉 300%의 이적료를 지불하여야 하며 이 경우 보상의 방법은 원 소속 구단이 결정한다. |
| B그룹 : 기본연봉 1~2.5억미만 | 전 시즌 연봉의 300% (보상선수 없음) |
| C그룹 : 기본연봉 1억미만     | 전 시즌 연봉의 150% (보상선수 없음) |

2. 여자부 FA선수 보상방법
| A그룹 : 기본연봉 1억 이상        | 전 시즌 연봉의 200%와 해당연도 FA영입선수를 포함하여 구단이 정한 6명의 보호선수 이외의 선수 중 FA선수의 원 소속 구단이 지명한 선수 1명으로 보상하거나, 원 소속 구단 의 바로 전 시즌의 연봉 300%의 이적료를 지불하여야 하며 이 경우 보상의 방법은 원 소속 구단이 결정한다. |
| B그룹 : 기본연봉 5천만원~1억미만 | 전 시즌 연봉의 300% (보상선수 없음) |
| C그룹 : 기본연봉 5천만원미만     | 전 시즌 연봉의 150% (보상선수 없음) |

② FA선수가 해당연도 교섭기간까지 어느 구단과도 계약을 체결하지 못해 미계약 FA선수로 공시되고, 1년후에 타구단과 선수계약을 체결 한 경우에는
  원소속 구단에 대한 보상은 제1항과 동일하게 적용한다.
③ FA선수 중 해외리그로 진출하고 향후 국내리그 복귀 후 타구단과 계약시 원소속 구단에 보상규정을 동일하게 적용한다.
④ 보상선수로 지명된 선수가 이적을 거부할 경우에 해당 선수는 원 소속 구단의 임의해지 선수가 되고 5시즌 동안 선수자격이 정지된다.
  FA선수의 원소속 구단에 대한 보상은 연봉의 400%를 지불함으로써 종료된다.
⑤ FA선수 획득구단은 FA협상기간 종료 다음날 오전 12시까지 FA선수의 원소속 구 단에 보호선수 5명(여자부 6명)을 표기한 전체 선수 명단(병역의무중인 선수 포 함)을 제시해야하며,
   원소속 구단은 제1항에서 정한 보상기준에 따라 금전적인 보상 또는 선수에 의한 보상을 3일 이내에 선택해 야 한다.
   단, 보상으로 제시된 선수를 선택하는 구단의 순서는 계 약일을 우선하고 계약일이 같을 경우 바로 전 시즌 성적의 역순으로 정한다.
⑥ 제1항의 규정에 의한 보호선수 외의 보상선수에는 외국인 선수는 포함되지 않는다.
⑦ 구단은 정규리그 종료 후부터 FA선수에 대한 구단의 보상이 종료 될 때까지 연맹에 은퇴, 임의해지, 웨이버, 트레이드 등 선수신분 에 관한 공시를 요청할 수 없다.
⑧ 구단 간의 보상절차는 해당 연도 4월말까지 종료한다. 보상절차 를 마치지 않은 경우, 보상절차가 끝날 때까지 해당 FA선수의 이 적등록은 제한된다.
⑨ 보상선수를 지명한 구단은 보상선수의 연봉을 해당 선수가 원소속 구단과 바로 전 연도에 체결한 연봉수준 이상을 보장해야 한다.
⑩ 상기 조건은 ‘2013~2014시즌 종료 후부터 적용된다.
⑪ FA이적 및 보상 선수의 연봉(5,6월 월급여액)은 해당선수의 영입구단에서 지급한다.
[2008. 08. 13. → 2013. 09. 05. → 2017. 02. 02. → 2018. 10. 02. → 2021. 09. 16. 개정]
제10조 (등록)
FA선수와 계약을 체결한 구단은 연맹선수등록규정에 따라 등록신청서를 4월말까지 연맹에 제출하여야 한다.
다만, 제5조 ④항에 따라 교섭기간을 달리 정한 경우 FA선수와 계약을 체결한 구단은 입대 전 연맹이 달리 공시한 기한까지 등록신청서를 제출하여야 한다.
[2018. 10. 02. 개정]

제11조 (구단 당 FA선수 획득 수)
구단이 FA선수 중 바로 전 시즌까지 다른 구단에 소속했던 선수와 다음 연도 선수계약을 체결할 수 있는 선수의 수는 제한이 없다.

제12조 (FA선수의 양도 제한)
다른 구단에 소속했던 FA선수와 계약을 체결한 구단은 이후 1시즌 동안 계약을 체결한 FA선수를 다른 구단에 양도(트레이드 및 임대)할 수 없다.

제13조 (사전교섭에 대한 제재 및 포상)
① 제5조 제1항에 위반하여 사전접촉을 하거나 계약을 체결하였을 경우, 위 규정을 위반한 구단에 대하여는 3억원 이하의 제재금을 부과하고,
   구단의 임직원에 대하여는 1년 간의 자격정지를, 해당 선수에게는 2시즌 자격정지와 연봉의 50%에 해당하는 제재금을 부과한다.
② 제1항의 규정은 제3자를 통하여 사전 교섭한 경우에도 동일하게 적용한다. 한편 위반사실이 3년 이내에 밝혀진 경우에는 소급하여 제재한다.
③ 사전교섭 및 사전계약 등 불법행위를 확실히 입증할 증거를 제시한 제보자에게는 신분상 어떠한 불이익도 줄 수 없으며,
   연맹은 위반 구단에 부과된 제재금의 30%를 포상금으로 지급할 수 있다.

제14조 (그 밖에 사항)
이 규정에서 정하지 아니한 사항은 연맹 정관, 규약 및 다른 규정이 정하는 바에 따른다

## 프로배구 V-리그여자부

### 제1조 (목적)
이 규정은 한국배구연맹 규약에 의하여 자유계약선수의 자격취득, 공시, 교섭, 계약체결, 이적 등에 관한 사항을 규정함으로써 자유계약선수의 권익보호와 구단간의 균형 있는 발전을도모함을 목적

### 제2조 (자유계약선수의 정의)
자유계약선수(Free Agent, 이하 “FA선수”라 한다)는 한국배구연맹(이하 “연맹”이라 한다)이 정한 일정 자격요건을 갖춘 선수로서 모든 구단과 선수계약을 체결할 수 있는 권리를 취득한 선수

### 제3조 (FA선수의 자격취득)
1. 매 시즌 출장(경기투입)경기가 정규리그 전체경기의 25% 이상일 경우 1시즌 경과로 인정하며 이 같은 기준조건을 6시즌 충족 시 자격을 취득
2. 전항의 조건은 ‘08~09시즌부터 적용

### 제4조 (적용의 우선)
1. FA선수 자격취득을 정한 제3조의 규정은 구단과 선수간에 이미 체결된 계약이나 장래에 체결될 계약보다 우선 적용
2. 교섭위반에 대한 제재를 정한 제14조의 규정은 연맹의 상벌위원회 규정보다 우선 적용

### 제5조 (FA자격취득선수 공시일)
연맹은 시즌 종료 후 자격취득 조건을 심사하여 당해 연도 FA자격을 취득한 선수의 명단을 공시

### 제6조 (선수계약의 교섭기간)
1. FA선수와 원 소속구단은 FA자격취득선수 공시 일부터 5월 10일까지 다음 시즌 선수계약 체결을 교섭한다. 이 기간 동안 해당선수는 반드시 원소속구단과 협상에 응해야 하며, 다른 구단과는 계약 협상을 위한 일체의 접촉 불가
2. FA선수가 제1항의 기간 내에 원소속구단과 다음시즌 선수계약을 체결하였을 경우 계약서를 연맹에 제출하여야 하며, 연맹은 이를 공시. 원 소속구단의 FA선수와의 계약체결 마감시한은 매년 5월 10일 하오 6시로 하되, 계약서 FAX 송신이 마감시간을 넘길 우려가 있을 경우 선수본인, 구단담당자가 연맹 담당자에게 계약여부를 전통(傳通)으로 확인 불가
3. 제1항의 기간 내에 원소속구단과 다음시즌 선수계약 체결이 이루지지 않은 경우 FA선수는 5월 11일부터 5월 20일까지 원소속구단 이외의 다른 구단과 다음시즌 선수계약 체결 교섭가능
4. FA선수가 제3항의 기간 동안 다른 구단과 다음시즌 선수계약 체결이 이루어지지 않았을 경우 5월 21일부터 5월 말일까지 원소속구단과 선수계약 체결 교섭 가능
5. 제3항 및 제4항에 규정한 기간 중에 FA 선수와 구단이 다음시즌 선수계약의 체결에 합의한 경우 해당 구단은 계약서를 마감일 하오 6시 전까지 연맹에 계약서를 제출하고 연맹은 이를 공시
6. 연맹은 당해 연도 5월 말일까지 선수계약을 체결하지 못한 FA선수를 미계약 FA선수로 공시하며, 해당선수는 당해 시즌기간 동안 어느 구단과도 선수 계약을 체결할 수 없으며, 다음 시즌부터는 어느 구단과도 자유롭게 계약 가능

### 제7조 (선수계약의 조건)
FA선수와 구단이 선수계약을 체결함에 있어 계약기간 및 연봉액수는 3시즌 이내에서 자율적으로 정하되, 계약체결에 따르는 계약금은 미지급

### 제8조 (조정 불청구)
구단 및 FA선수는 선수계약 협상에 있어 계약기간 및 연봉액수에 대한 조정을 연맹에 요구할 수 없으며 이는 계약기간 동안 유효

### 제9조 (FA자격 재취득)
FA선수가 제3조 ①항의 기준을 충족하여 정규리그 3시즌을 경과하면 다시 FA자격을 취득한 것.

### 제10조 (구단의 보상 및 이적료 등)
1. 전 시즌에 다른 구단에 소속했던 FA선수와 다음시즌 선수계약을 체결한 구단은 해당선수의 원소속구단의 직전시즌 연봉의 200%와 구단이 정한 4명의 보호선수(당해년도 FA영입선수 포함) 이외의 선수 중 FA선수의 원 소속구단이 지명한 선수 1명으로 보상하거나, 원소속구단의 직전 시즌의 연봉 300 %의 이적료를 지불.(보상의 방법은 원소속구단이 택일하여 결정)
2. FA선수가 당해 연도 5월 말일까지 어느 구단과도 계약을 체결하지 못해 미계약 FA선수로 공시된 후 다음 연도 시즌에 다른 구단과 선수계약을 체결한 경우에는 원소속구단에 대한 보상은 제1항과 동일하게 적용
3. 보상선수로 지명된 선수가 이적을 거부할 경우에 해당 선수는 원소속구단의 은퇴 선수가 되고 5시즌동안 선수자격이 정지된다. FA선수의 원소속구단에 대한 보상은 연봉의 300%를 지불함으로써 종료
4. FA선수 획득구단은 6월1일 오전 12시까지 FA선수의 전 소속구단에 보호선수 4명을 표기한 전체 선수 명단을 제시해야 하며, 전 소속구단은 제1항에서 정한 보상기준에 따라 금전적인 보상 또는 선수에 의한 보상을 3일 이내에 선택해야 한다. 단, 보상으로 제시된 선수를 선택하는 구단의 순서는 계약일을 우선하고 계약일이 같을 경우 직전시즌 성적의 역순으로 결정
5. 제1항의 규정에 의한 보호선수 외의 보상선수에는 외국인 선수는 비포함
6. 구단은 시즌 종료 후부터 FA선수에 대한 구단의 보상이 종료될 때까지 연맹에 은퇴, 임의탈퇴, 웨이버, 트레이드 등 선수신분에 관한 공시를 요청 불가
7. 구단간의 보상절차는 당해 연도 6월말까지 종료한다. 보상절차를 마치지 않은 경우, 보상절차가 끝날 때까지 해당 FA선수의 이적등록은 제한
8. 보상선수를 지명한 구단은 해당선수의 차기 시즌 연봉을 전 소속 구단과 체결한 연봉수준 이상으로 보장

### 제11조 (등록)
FA선수와 계약을 체결한 구단은 연맹선수등록규정에 따라 등록신청서를 6월말까지 연맹에 제출

### 제12조 (구단당 FA선수 획득수)
구단이 FA선수 중 직전시즌까지 다른 구단에 소속했던 선수와 다음연도 선수계약을 체결할 수 있는 선수의 수는 무제한

### 제13조 (FA선수의 양도금지)
다른 구단에 소속했던 FA선수와 계약을 체결한 구단은 이후 1시즌 동안 FA선수를 다른 구단에 양도(트레이드 및 임대) 불가

### 제14조 (사전교섭에 대한 제재 및 포상)
1. 제6조 제1항의 규정에 위반하여 사전접촉을 하거나 계약을 체결하였을 경우 위 규정을 위반한 구단에 대하여는 3억원 이하의 징계금을 부과하고, 구단의 임직원에 대하여는 1년간의 자격정지를, 해당선수에게는 2시즌 자격정지와 연봉의 50%에 해당하는 징계금을 부과
2. 제1항의 규정은 제3자를 통하여 사전 교섭한 경우에도 동일하게 적용한다. 한편 위반사실이 3년 이내에 밝혀진 경우에는 소급하여 제재
3. 사전교섭 및 사전계약 등 불법행위를 확실히 입증할 증거를 제시한 제보자에게는 신분상 불이익을 줄 수 없으며, 연맹은 위반 구단에 부과된 징계금의 30%를 포상금으로 지급 가능

### 제15조 (기타)
이 규정에서 정하지 아니한 사항은 연맹 정관, 규약 및 제 규정이 정하는 바에 따름

## 같이 보기
- 드래프트 (스포츠)